# ماساهيرو أوكاموتو
ماساهيرو أوكاموتو (باليابانية: 岡本 昌弘) (17 مايو 1983 في تشيبا في اليابان – )؛ هو لاعب كرة قدم ياباني سابق كان يلعب كحارس مرمى.

## وصلات خارجية
- ماساهيرو أوكاموتو على موقع الاتحاد الدولي (مؤرشف)  (الإنجليزية)
- ماساهيرو أوكاموتو على موقع رابطة كرة القدم اليابانية للمحترفين (اليابانية)
- ماساهيرو أوكاموتو على موقع إي إس بي إن إف سي (الإنجليزية)
- ماساهيرو أوكاموتو على موقع قاعدة بيانات كرة القدم.إي يو (الإنجليزية)
- ماساهيرو أوكاموتو على موقع Soccerbase.com (لاعب) (الإنجليزية)
- ماساهيرو أوكاموتو على موقع Soccerway.com (الإنجليزية)
- ماساهيرو أوكاموتو على موقع عالم كرة القدم.نت (الإنجليزية)